# Monticello (Missouri)
Monticello é uma vila localizada no estado americano de Missouri, no Condado de Lewis.

## Demografia
Segundo o censo americano de 2000, a sua população era de 126 habitantes.
Em 2006, foi estimada uma população de 122, um decréscimo de 4 (-3.2%).

## Geografia
De acordo com o United States Census Bureau tem uma área de
0,7 km², dos quais 0,7 km² cobertos por terra e 0,0 km² cobertos por água. Monticello localiza-se a aproximadamente 201 m acima do nível do mar.

## Localidades na vizinhança
O diagrama seguinte representa as localidades num raio de 20 km ao redor de Monticello.